# دينيس لاندري
دينيس لاندري هو سياسي كندي، ولد في 13 نوفمبر 1957 في Val-Doucet, New Brunswick ‏ في كندا. نشط حزبياً في الجمعية الليبرالية لنيو برونزويك ‏. وقد انتخب عضو الجمعية التشريعية لنيو برونزويك ‏ عن دائرة Bathurst East-Nepisiguit-Saint-Isidore ‏ خلال فترته النيابية ‏.